# Comuna Slabîn, Cernihiv
Slabîn (în ucraineană Слабин) este o comună în raionul Cernihiv, regiunea Cernihiv, Ucraina, formată din satele Iakubivka, Majuhivka și Slabîn (reședința).

## Demografie
Componența lingvistică a comunei Slabîn
     Ucraineană (96,1%)
     Rusă (3,65%)
     Alte limbi (0,24%)
Conform recensământului din 2001, majoritatea populației comunei Slabîn era vorbitoare de ucraineană (96,1%), existând în minoritate și vorbitori de rusă (3,65%).